# جيريمي باش
جيريمي باش (بالإنجليزية: Jeremy Bash)‏ هو محامي أمريكي، ولد في 1971.